# Virtua Tennis
Virtua Tennis (Power Smash in Giappone) è un videogioco arcade prodotto da SEGA nel 1999 e distribuito quello stesso anno su arcade Sega NAOMI. Grazie al suo successo, il gioco è stato successivamente distribuito anche per Dreamcast nel 2000 e per PC (attraverso il produttore Empire Interactive) e Game Boy Advance nel 2002. Fin dall'uscita questo videogame viene molto apprezzato, tanto da arrivare a parlare di killer application del tennis in breve tempo. Mai difatti, fino ad allora, questo sport aveva avuto tanta considerazione da parte dell'industria videoludica.

## Le versioni
Virtua Tennis è stato inizialmente concepito come un arcade, perciò aspetti come la semplicità di gioco e l'immediatezza sono presenti in un modo più che consistente. Grazie al successo ottenuto con il pubblico ma anche attraverso riviste di recensione arcade (La media voti dell'epoca sfiorava il 9/10), nel 2000 SEGA decide di importare in gioco sulla sua console, il Sega Dreamcast; dopo due anni dall'uscita su console, il gioco verrà localizzato anche per PC, su sistema operativo Microsoft Windows.

## Modalità principali di gioco

### Arcade
Il giocatore deve battere cinque avversari per potersi aggiudicare il torneo. Ogni incontro è giocato su una superficie diversa:
| N. incontro | Nome                         | Superficie |
| ----------- | ---------------------------- | ---------- |
| 1           | Australian Challenge         | Cemento    |
| 2           | French Court                 | Terra      |
| 3           | US Super Tennis              | Cemento    |
| 4           | The Old England Championship | Erba       |
| 5           | Sega Grand Match             | Tappeto    |

### Esibizione (Exhibition)
Si gioca un singolo incontro in cui è possibile modificare tutte le opzioni a proprio piacimento.
L'incontro può essere giocato in singolo o in doppio, permettendo così, se necessario, anche l'interazione di quattro videogiocatori (2 per lato). La durata dell'incontro è variabile da un solo game ad un set. Altre opzioni riguardano la superficie del campo da gioco e la bravura degli avversari, se comandati da CPU.

### Circuito Mondiale (World Circuit)
Questa è la modalità "Campagna" del gioco. Il giocatore deve vincere le partite e completare i vari esercizi d'allenamento in modo da progredire nel gioco e sbloccare incontri e allenamenti sempre più difficili. Nel gioco è presente una classifica mondiale dei giocatori (Come nella realtà avviene attraverso i punti ATP), che all'inizio del gioco riporta il proprio tennista al trecentesimo posto. Vincendo tornei e classificandosi tra i primi è possibile risalire la classifica fino ad arrivare al primo posto, cosa che permetterà al giocatore di sfidarsi con i due più forti tennisti al mondo, ovvero Master e King.

#### Allenamento (Training)
L'obiettivo primario degli esercizi di allenamento non è essere realistici, ma essere divertenti. Ogni esercizio è composto da tre livelli di difficoltà e completando l'ultimo livello con un certo valore di punti o con sufficiente tempo residuo, è possibile sbloccare un nuovo completo da tennis, utilizzabile in ogni modalità.

## Struttura del gioco
Il gioco presenta, come punto di forza, l'immediatezza e la semplicità, che unite alla stupenda grafica (per quei tempi) facevano dell'applicazione un prodotto di sicuro successo:
- In ogni versione il giocatore utilizza solamente 2 tasti, oltre ad un joystick a 8 direzioni, per controllare il suo tennista; ciò conferisce un'elevata usabilità al videogioco, adatto anche ai più piccoli.
- Anche se la longevità non è un punto a favore di Virtua Tennis, lo è la componente multigiocatore, praticamente infinita.

## Personaggi del gioco
Nel gioco sono presenti alcuni dei tennisti professionisti del circuito ATP nel 2000:
| Giocatore           | Abilità principale                          |
| ------------------- | ------------------------------------------- |
| Jim Courier         | Ottimo tiratore                             |
| Tommy Haas          | Buon dritto                                 |
| Tim Henman          | Colpitore al volo                           |
| Thomas Johansson    | Giocatore veloce                            |
| Evgenij Kafel'nikov | Buon rovescio                               |
| Carlos Moyá         | Predilezione per il gioco con palla a terra |
| Mark Philippoussis* | Ottimo servizio                             |
| Cédric Pioline      | Valido in ogni caratteristica               |

Le conversioni per Dreamcast e PC includono giocatori extra, tutti fittizi:
| Giocatore        | Abilità principale                    |
| ---------------- | ------------------------------------- |
| Gilles Altman    | Ottimo servizio                       |
| Bruno Costa      | Buon rovescio                         |
| Rolf Euler       | Tiratore al volo                      |
| Masayuki Inoue   | Molto veloce                          |
| Shyam Singh      | Valido in ogni caratteristica         |
| Davor Tesla      | Tiri da fondocampo                    |
| Pieter Tinbergen | Ottimo nel servizio e nei tiri a volo |
| Raf Ventura      | Tiri potenti                          |

Ci sono anche due boss nel gioco:
| Giocatore | Abilità principale |
| --------- | ------------------ |
| Master    | Alte statistiche   |
| King      | Giocatore perfetto |

*Mark Philippoussis è stato rimosso dalla versione PC poiché già licenziato per un gioco di tennis su questa piattaforma.